# IC 1226
IC 1226 је спирална галаксија у сазвјежђу Херкул која се налази на листи објеката дубоког неба у Индекс каталогу.
Деклинација објекта је + 46° 0' 14" а ректасцензија 16h 41m 6,5s. Привидна величина (магнитуда) објекта IC 1226 износи 14,6 а фотографска магнитуда 15,4. IC 1226 је још познат и под ознакама CGCG 251-38, PGC 58754.